# 디에고 페레스
디에고 페르란도 페레스 아구아도(스페인어: Diego Fernando Pérez Aguado, 1980년 5월 18일 ~ )는 우루과이의 전 축구 선수로서, 포지션은 수비형 미드필더이다.

## 축구인 경력

### 선수 경력
그의 고향을 연고로 한 데펜소르 스포르팅에서 축구 경력을 시작하였다. 입단 후 얼마 되지 않아 주전 자리를 꿰찼으며 2003년 우루과이의 명문 클럽 페냐롤로 이적하였다. 페냐롤에서 단 13경기만 출전한 후 프랑스의 AS 모나코 FC로 이적하였다. 모나코에서 주전으로 활약하며 리그 146경기에 나섰으며 독일 월드컵 남아메리카 지역 예선과 코파 아메리카 2007 등의 우루과이 국가대표팀 경기에 꾸준히 출전하며 클럽과 국가대표팀 모두 좋은 활약을 선보였다.
2010년 8월 31일 볼로냐로 €2,100,000의 이적료에 이적하였다. 입단 첫 해 팀의 강등을 막아내며 4시즌 연속 세리에 A 잔류에 공헌하였고 2011-12 시즌엔 팀이 예상 외의 선전을 펼치며 9위로 시즌을 마치는 데 기여하였다.

## 그 외
그의 형 오마르 페레스 역시 축구 선수로 활약하고 있다.